# الكرة الذهبية (فلم)
الكرة الذهبية هو فيلم غيني فرنسي للمخرج الشيخ دوكوري صدر في عام 1994. الفيلم مستوحى من حياة لاعب كرة القدم المالي ساليف كيتا أول من فاز بالنسخة الأولى من جائزة أفضل لاعب أفريقي خلال العام سنة 1970.
ألهم العمل إطلاق رواية من الفيلم نشرت تحت نفس العنوان.

## القصة
يحكي الفيلم قصة صعود «بانديان» الشاب الغيني المولع بكرة القدم والذي يحالفه الحظ فيترك قريته للانضمام للاحتراف في أوروبا ليصبح لاعب كرة قدم محترف.

## طاقم العمل
- أبوبكر صيديقي سماحة: «بانديان»
- حبيب حمود : بشير
- ساليف كيتا : كريم
- أنييس صورال : إيزابيل
- مريم كابا : فانتا
- أبو كبر كويتا : بوبا

## روابط فنية
- مقالات تستعمل روابط فنية بلا صلة مع ويكي بيانات
- الكرة الذهبية  في قاعدة بيانات الأفلام على الإنترنت (بالإنجليزية)